# حرف استئناف
حروف الاستئناف هو حرف يربط بين جملتين؛ لكي تحقق تماسك بين الجمل وتُعبِّر عن عدة مفاهيم مختلفة وبذلك تعطي معنى للكلام، وهي ليست ذات وظيفة إعرابية، مثل: واو الاستئناف، فاء الاستئناف، ثم، إذن، أو، أم، إما، أما، لكن، إلا، أن، بيد، غير أن، بل، وغير ذلك. والجملة الاستئنافية هي الجملة التي تتضمن قرينة استئنافية أو أكثر (حروف الاستئناف، ضمائر الغيبة، أسماء الإشارة)، والمقصود بالاستئناف متابعة الكلام من منطلق جديد لا يربط في الحكم الإعرابي بين ما قبل الحرف وما بعده.